# Rowlandius melici
Espèce
Rowlandius melici est une espèce de schizomides de la famille des Hubbardiidae.

## Distribution
Cette espèce est endémique de la province de Santiago de Cuba à Cuba,. Elle se rencontre vers Santiago de Cuba].

## Description
Le mâle holotype mesure 2,7 mm et la femelle paratype 2,93 mm.

## Étymologie
Cette espèce est nommée en l'honneur d'Antonio Melic.

## Publication originale
- Teruel, 2003 : Adiciones a la fauna cubana de esquizómidos, con la descripción de un nuevo género y nueve especies nuevas de Hubbardiidae. (Arachnida: Schizomida). Revista Ibérica de Aracnología, vol. 7, p. 39–69 (texte intégral).